# Haj-Nehaj
Haj-Nehaj ali samo Nehaj je grad v Črni gori, ki se nahaja okoli 10 km severozahodno od Bara, v bližini letovišča Sutomore. Trdnjava stoji na skalovitem hribu, malo umaknjenem od morja proti planini in naselju Sozina, na 231 m nadmorske višine.

## Zgodovina
Najstarejša omemba Nehaja izvira iz leta 1542. V nekem poročilu iz leta 1555 se navaja podatek, da trdnjava leži med Barom in Paštrovići. Hkrati poročilo navaja, da so jo tedaj varovali dva vojak in en topničar. V drugem poročilu iz leta 1558 pa se nahaja podatek, da lahko v primeru nuje trdnjava sprejme do 900 oseb. Na najstarejši gravuri naselja Bar iz leta 1550 se lahko trdnjava vidi v zgornjem levem vogalu. Obstaja realna predpostavka, da je bila trdnjava zgrajena konec 15.stoletja.
Tvrdnjava je zelo težko dostopna z vseh strani, razen zahoda. Na tej strani se nahaja tudi vstop v grad. Pri vhodu, kjer je možno razbrati tri faze gradnje gradu, je bila pozneje prizidana cisterna za vodo. Na najvišji točki hriba, ki se nahaja znotraj obzidja trdnjave, je postavljena cerkvica, ki je bila posvečena Sv. Dimitriju. Ta je bila sezidana še pred samo izgradnjo trdnjave, po oceni konec 13.stoletja ali v začetku 14.stoletja. Nenavadna je po tem, da je imela dva oltarja, pravoslavnega in katoliškega.
Grad je osnovan tako, da omogoča borbo z ognjenim orožjem. Ima okrogle stolpe in veliko število odprtin za streljanje s puškami, dodatek iz poznejšega obdobja. Nad skoraj navpičnimi stenami na skrajnem vzhodnem delu gradu se nahaja smodnišnica. Celoten južni, višji del gradu in del proti vhodu v grad sta zapolnjena z bivalnimi objekti. Ti deli trdnjave bi lahko bili tudi nekaj starejši od severnega dela.
Trdnjavo so postavili Benečani, leta 1571 pa so jo osvojili Turki. V roke Črnogorcev je padla leta 1877. Berlinski kongres leta 1878 je ta košček ozemlja prisodil Avstro Ogrski. Oni so trdnjavo upotrabljali v okviru svoje linije fortifikacijskih objektov. Hkrati so tudi razširili trdnjavo. Po odhodu Avstroogrčanov so tudi ti objekti ostali prazni.
Obstaja legenda, da so trdnjavo gradile samo ženske. Ni dokazov, ki bi ovrgli to legendo, niti dokazov, ki bi jo potrdili. O tem piše črnogorski avtor Željko I. Raičević.

## Poimenovanje
Naziv Haj-Nehaj je novejšega datuma, nastal je z združevanjem imena Haj, to je Golega Brda, ki se nahaja ob obali nad Sutomorem proti zahodu, in starim imenom trdnjave Nehaj.